# Donna Logan
Donna Logan is een personage uit de Amerikaanse soapserie The Bold and the Beautiful. De rol was een van de originele rollen toen de serie startte in 1987. Carrie Mitchum speelde de rol op contractbasis tot 1991, daarna verliet ze de serie. Daarna maakte ze nog verschillende gastoptredens, meestal op officiële aangelegenheden zoals een van de vele huwelijken van Brooke. In 2006 werd de rol gerecast door Jennifer Gareis waardoor Donna voor het eerst sinds jaren weer prominent in beeld is.

## Personagebeschrijving
Donna woont in The Valley in Californië met haar moeder Beth en haar broer Storm en zussen Brooke en Katie. Haar vader Stephen Logan had zijn gezin jaren geleden in de steek gelaten.
Donna was erg bezorgd om haar zusje Katie, die als tiener veel last had van acne. Ze vroeg haar klasgenoot Rocco Carner om Katie uit te nemen. Rocco voelde eigenlijk iets voor Donna, maar die had al een relatie met Mark Mallory. Deze relatie liep op de klippen, maar ook met Rocco lukte het niet.
Na een anonieme tip vonden Donna en Katie hun vader Stephen terug in Arizona. Stephen en Beth verzoenden zich en het gezin was weer compleet. Stephanie Forrester, die Beth Logan als rivale zag omdat zij vroeger een affaire had met Eric zorgde ervoor dat Stephen voor zijn werk overgeplaatst werd naar Parijs en hij en Beth verhuisden.
Bill Spencer, de baas van Stephen, was inmiddels in het bezit gekomen van naaktfoto's van Donna en publiceerde deze. Samen met Rocco maakte Donna zelf naaktfoto's van Bill om deze te publiceren. Uit schuldgevoel biechtte Donna aan Bill op wat ze gedaan had en vroeg hem of ze haar vader terug kon overplaatsen van Parijs naar Los Angeles, maar Stephanie zorgde ervoor dat dit niet gebeurde. Na een mislukte relatie met Thorne Forrester vertrok ze samen met haar broer Storm naar San Francisco en keerde enkel nog terug naar Los Angeles voor speciale gelegenheden.
In 2006 keerde Donna terug naar Los Angeles om er te blijven. Ze probeerde Brooke ervan te overtuigen dat Ridge de ware liefde was van haar leven en dat ze van Nick Marone moest scheiden om bij Ridge te zijn. Nadat Brooke verkoos om bij Nick te blijven ging Donna zelf achter Ridge aan. Ze hadden een affaire, maar nadat het huwelijk van Nick en Brooke abrupt eindigde verzoende Brooke zich met Ridge en bleef Donna alleen achter.
Donna was getuige van een ruzie tussen Stephanie en Jackie Payne, waarbij Stephanie Jackie over het balkon gooide. Jackie belandde in een coma en het was Donna die aan Nick vertelde wat Stephanie gedaan had. Nick gaf Stephanie de keuze, Forrester Creations opgeven of naar de gevangenis gaan. Nadat Nick en Jackie Forrester hadden overgenomen werd Donna woordvoerster van het bedrijf.
Samen met Jackie probeerde ze Rick en Phoebe ervan te overtuigen dat ze bij elkaar hoorden. Ze wisten dat deze relatie een wig zou drijven tussen Brooke en Ridge en hoopten zo dat Brooke terug naar Nick zou gaan.
Op een avond dat Donna moest babysitten op R.J. en Hope dacht ze dat Brooke inmiddels was thuisgekomen en ging weg. Nadat Stephanie er lucht van kreeg dat R.J. en Hope alleen waren gebleven riep ze er de kinderbescherming bij waardoor Brooke het hoederecht verloor. Om zich te wreken op Stephanie begon Donna een romance met Thorne. Hij vroeg haar ten huwelijk. Katie kwam naar LA voor de bruiloft en hoorde Donna aan Jackie bekennen dat ze niet echt verliefd was op Thorne. Katie vertelde dit aan Thorne, die de bruiloft afblies. Donna was woedend op haar zus.
Daarna begon Donna een affaire met Eric. Ze kon Nick overtuigen om Forrester Creations terug aan Eric te verkopen, maar Nick stelde wel de voorwaarde dat Eric van Stephanie moest scheiden, waar hij mee akkoord ging. De relatie met Eric werd niet goed onthaald door voornamelijk Thorne, Felicia en Jackie.
Op de eerste modeshow waarbij Eric weer aan het hoofd van het bedrijf stond moest Donna een jurk showen, maar Thorne en Felicia sloten haar op in de stoomkamer. Diezelfde avond werd Stephanie neergeschoten en Stephen Logan werd beschuldigd. Het bleek echter dat Storm achter de aanslag zat. Nadat Stephanie dit te weten kwam probeerde ze Donna te chanteren om met Eric te breken in ruil voor de vrijheid van haar broer, maar dit mislukte. Katie kon Stephanie er echter van overtuigen om Storm niet aan te geven.
Intussen had Donna er een nieuwe vijand bij gekregen, Pamela Douglas, de jongere zus van Stephanie die er alles aan deed om Donna het leven zuur te maken. Ze zorgde ervoor dat ze overdreven bruin werd gespoten toen ze naar de zonnebank ging en verving shampoo waardoor haar haren groen werden. Ze verving de viagra van Eric door verdovende pillen. Donna op haar beurt, gaf enkele koekjes aan Pams hond, die daarop overleed, al bleek later dat het niet Donna's schuld was dat de hond gestorven was. Donna en Eric trouwden in mei 2008.
Tijdens een zakenbespreking kwam aan het licht dat Donna op 16-jarige leeftijd een kind gekregen had, een zoontje die ze afgestaan had voor adoptie. Haar inmiddels volwassen zoon, Marcus Walton, kwam naar LA om zijn biologische moeder te zoeken. De vader van Marcus, Justin Barber, bleek vicevoorzitter te zijn van het concurrerende bedrijf Spencer Publications. Donna bracht Justin op de hoogte van het nieuws en trouwde met hem; ook dit huwelijk was maar een kort leven beschoren. Donna probeerde Eric te heroveren, maar raakte verwikkeld in een concurrentiestrijd met juwelenontwerpster Quinn Fuller die uiteindelijk de nieuwe Mrs. Forrester werd. Donna verhuisde in 2016 naar Dallas waar ze twee jaar bleef wonen. Tussendoor kwam ze over voor bruiloften en na haar definitieve terugkeer werd Donna een oppastante voor de kinderen van Brooke's dochter Hope.